# マーチソン・メダル
マーチソン・メダル (Murchison Medal) は、ロンドン地質学会が授与している賞である。スコットランドの地質学者ロデリック・マーチソンにちなんで創設された。